# Чжэнфын
Чжэнфын (современная транскрипционная норма Чжэнфэн; кит. трад. 整風, упр. 整风, пиньинь zhěngfēng, палл. чжэнфэн, буквально: «упорядочивание стиля») — массовая кампания по «упорядочиванию стиля работы», по сути дела чистка партии, предпринятая в Шэньси-Ганьсу-Нинсяском советском районе Мао Цзэдуном в конце войны, в 1943—1945 годах, подготовительные стадии кампании проводились с 1941 года. Кампанию возглавлял руководитель Шэхуэйбу Кан Шэн, ведомство которого осуществляло и координировало дознания и репрессии.
Чжэнфын — «Движение за упорядочение стиля в партийной работе» — послужил прототипом некоторых кампаний Культурной революции.
Свидетелем кампании стал советский представитель Коминтерна Пётр Владимиров, который провёл в Яньаньском округе годы войны и описал ход компании в дневниках, ставших основой книги «Особый район Китая. 1942—1945».
Целью кампании было усиление власти Мао Цзэдуна и отстранение конкурентов по партийной работе, в частности Ван Мина.
Кампания проводилась в несколько этапов.
1. Повсеместно, в газетах, на публичных выступлениях, говорится о необходимости совершенствования стиля — литературного стиля, стиля работы, партийного стиля. Беседа проводится в абстрактных выражениях, используются аргументы подобно чеховскому афоризму «В человеке всё должно быть прекрасно».
2. Постепенно краски выступлений сгущаются, и начинается критика (опять же в абстрактных выражениях) тех, кто не совершенствует стиль. Несовершенный стиль в литературе приводит к несовершенному стилю работы. Это способствует мировому капитализму и японской военщине. Напряжение вокруг несовершенства стиля накаляется.
3. Начинаются кампании в низах. Отдельные лица, допустившие литературные неаккуратности, обвиняются в пособничестве капитализму и японской военщине, устраивают показательные процессы. Виновников иногда избивают, содержат в изоляции, а потом заставляют публично каяться. Несчастные письменно признаются, что они — японские шпионы и пособники капитализма. Хотя бывают и жертвы, большинство обвинённых прощаются (до первой оплошности), отделавшись тяжёлым шоком.
4. Кампания поднимается выше до руководящих лиц среднего звена. Им тоже предлагают покаяться. Собравшийся народ, только что переживший ужасы обвинений, наступает особенно яростно. После сложного и унизительного письменного и публичного покаяния виновники прощаются.
5. Кампания поднимается ещё выше до руководящих лиц высшего звена и сподвижников Мао Цзэдуна. Устраняются небольшое количество руководителей, многие проходят через унизительную процедуру покаяния. В завершении кампании через те же процедуры проходят и основные исполнители, в первую очередь Кан Шэн, на которых Мао сваливает вину за допущенные перегибы.

Результатом кампании становятся страх, шок и зависимость прошедших через чжэнфын от Мао Цзэдуна, которые оказываются ему безмерно благодарны за возможность вернуться к нормальной жизни после пережитых ужасов. При этом власть Мао Цзэдуна значительно укрепляется, он оказывается незамешанным в допущенных перегибах, но каждая жертва кампании видит в нём также своего спасителя.

## Ход кампании

### Первая фаза
Подготовительный период кампании проходил с мая 1941 по февраль 1942. Началом кампании послужила речь Мао Цзэдуна «Реформа обучения, партии и литературы». Появились закрытые «Документы кампании по чистке», включающие в себя эссе Мао Цзэдуна и Лю Шаоци.
В июле-августе были выпущены аналитическо-статистические обзоры «Исследования и анализ», «Совершенствование партийных кадров». Была создана руководящая группа во главе с Мао и Ван Цзясяном. Хотя на то время в КПК состояло 800 000 членов, только 150 принимали руководящие решения.

### Вторая фаза
Кампания достигла апогея в период с февраля 1942 по октябрь 1943 года. Мао выступал с лекцией «Улучшение стиля работы и помыслов в партии» на открытии партийной школы ЦК КПК. Цели движения объяснялись на лекции Мао «Против стереотипов в партийных документах».

### Третья фаза
Третья фаза проходила с октября 1943 по 1944 год, по другим источникам — до апреля 1945 года. Этот этап прошёл под лозунгом «Делание выводов из партийной истории». Высшие руководители изучали партийную историю, чтобы выявить и проработать «ошибки». В это время особенно процветали доносы, аресты, покаяния. Арестованные на допросах вынуждены были указывать на других «сообщников» чтобы спасти себя от расправы, а также писать покаянные заявления и выступать с публичными раскаяниями. За этот период было замучено большое количество невиновных.